# RKS Radom

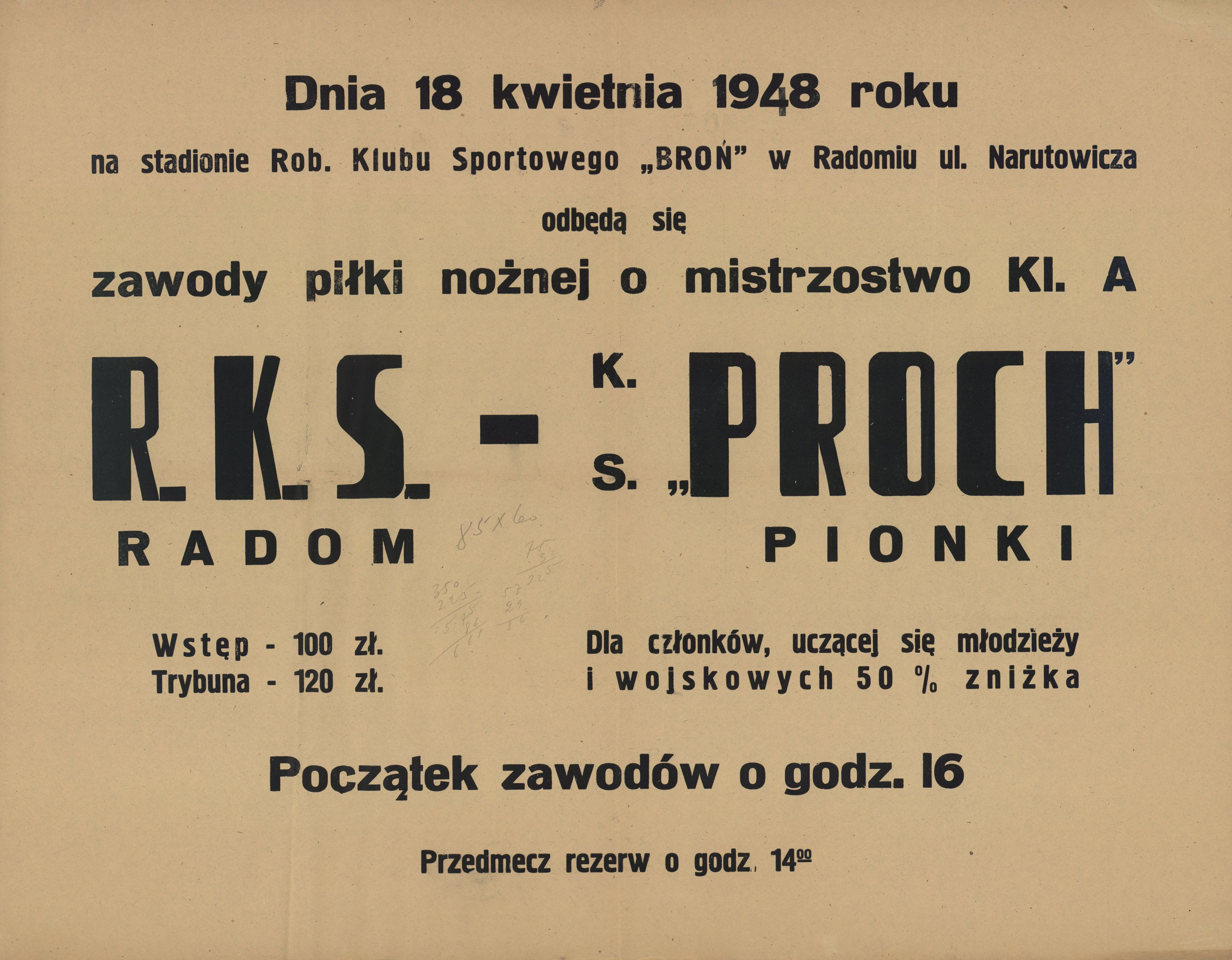
Plakat informujący o zawodach piłki nożnej w dniu 18.04.1948 na stadionie RKS „Broń”, o mistrzostwo Kl. „A”, między drużynami RKS Radom i KS "Proch" Pionki

Radomskie Koło Sportowe – polski klub piłkarski istniejący w latach 1910–1967. Przed II wojną światową dwukrotnie brał udział w eliminacjach o Ligę (1929, 1931 – odpadając w pierwszej fazie). O prawo do gry w ekstraklasie  walczył również w sezonie 1946/1947, zajmując w swojej grupie 2. miejsce za Widzewem Łodź.
Kontynuatorem tradycji RKS-u został Radomiak, który po fuzji z nim w 1967 przyjął nazwę RKS Radomiak. 

## Chronologia nazw
Historia zmian nazwy na przestrzeni lat:
- 1910: Kordian
- 1912: Radomskie Towarzystwo Sportowe
- 1921: Kordian - Sekcja Klubu Młodych (rozpad RTS-u)
- 1922: Radomskie Towarzystwo Sportowe
- 1945: Radomskie Koło Sportowe
- 1948: Ogniwo
- 1955: Radomskie Koło Sportowe
- 1965: RKS/Start
- 1966: RKS/Radomiak

## Historia

### Założenie klubu
W 1908 roku uczeń piątej klasy Szkoły Handlowej, Włodzimierz Chędzyński, dostał w prezencie przysłaną z zagranicy skórzaną piłkę nożną. Razem z kolegami dzięki pozwoleniu dyrektora szkoły, Prospera Jarzyńskiego, rozegrali pierwszy mecz. Takie spotkania organizowane były przez blisko dwa lata. Pierwszej drużynie nadano nazwę Lechia, drugiej Slavia. Stroje sportowe uczniowie uszyli z taniej flaneli. Lechia miała barwy błękitno-kremowe, zaś Slavia – czerwono-czarne. W 1910 młodzież powołała zespół Kordian, którego nazwa nawiązywała do dramatu Juliusza Słowackiego. Nie zachowano jednak źródeł opisujących dokładną datę dającej początek klubowi. W zachowanych materiałach zarysowały się dwie opcje. Według pierwszej powołanie drużyny nastąpiło wiosną 1910, według drugiej – jesienią 1910.
Rok później drużyna piłkarska rozegrała swój pierwszy mecz, podejmując w Radomiu zespół Stelli Warszawa. To historyczne spotkanie wygrali warszawianie 5:2. Radomscy zawodnicy grali w tym pojedynku we własnych strojach, a na nogach mieli zwykłe obuwie. Pierwsze stroje sportowe dla drużyny przywieźli później z Krakowa Feliks i Edward Szczepańscy. Nabyte koszulki miały barwy Cracovii (biało-czerwone pasy), a spodenki były czarne. 28 lipca 1912 roku została zarejestrowana przez Kancelarię Gubernialnego Urzędu działalność klubu pod nazwą: Radomskie Towarzystwo Sportowe. Poza piłką nożną w RTS-ie zaczęła funkcjonować sekcja kolarska. Z czasem powołano również tenisową, łyżwiarską i gimnastyczną.

### Lata 20. XX wieku
I wojna światowa przerwała działalność klubu. W 1921 roku nastąpił rozpad w strukturach Radomskiego Towarzystwa Sportowego, w wyniku którego powstały dwa nowe kluby: Radomskie Koło Sportowe (kontynuator działalności towarzystwa) i Czarni. W kolejnym roku radomianie zostali zgłoszeni do warszawskiego Okręgowego Związku Piłki Nożnej. W 1923 roku nastąpiło połączenie ze Szkolnym Klubem Sportowym „Sztubak”. W Starym Ogrodzie powstało boisko piłkarskie.
W 1924 roku radomski klub wywalczył awans do klasy B okręgu warszawskiego. Rok później awansował do najwyższej klasy rozgrywek tego okręgu. Na początku poniósł porażkę z uczniowskim klubem Radomianka 1:4, ale kolejne mecze zakończyły się wygraną z Ruchem Warszawa 2:0, remisem z Sarmatą 0:0 i zwycięstwem nad Pogonią Warszawa 1:0. W spotkaniach rewanżowych Radomskie Koło Sportowe nie doznało ani jednej porażki. Następnie radomianie przystępowali do finału o tytuł mistrza klasy B, w którym po golach Piotra Bulka pokonali Skrę Warszawa 2:0. Dzięki temu sukcesowi wywalczyli awans do klasy A.
W 1928 roku Polski Związek Piłki Nożnej utworzył nowy okręg piłkarski obejmujący swoim zasięgiem tereny radomskiego, kieleckiego, częstochowskiego i Ziemi Zagłębiowskiej. Radomski klub, pokonując swoich rywali w grupie eliminacyjnej, zdobył tytuł mistrza podokręgu. W następnym etapie pokonał dwukrotnie Hakoah Będzin (2:0, 4:1). W decydującej rundzie o mistrzostwo okręgu podejmował Klub Sportowy z Sosnowca. Na własnym boisku odniósł zwycięstwo 5:1, natomiast w meczu rewanżowym uległ rywalom 2:3. Obie drużyny rozegrały jeszcze dodatkowy mecz o tytuł. Zawodnicy z Radomia wygrali to spotkanie 4:1 po trafieniach: Wacława Badowskiego, Tymoteusza Podkańskiego, Mariana Matyjaśkiewicza i Wiktora Werchowicza. Po zdobyciu mistrzostwa okręgu radomscy piłkarze brali udział w rozgrywkach o awans do I ligi, w których rywalizowali z Pogórzem Kraków i Naprzodem Lipiny. We wszystkich meczach ponieśli porażkę. .

### Lata 30.
W 1931 roku ponownie wywalczyli prawo do gry w barażach o awans do ekstraklasy. Po raz kolejny podejmowali zespoły Podgórza i Naprzodu. W pierwszym meczu wygrali w Krakowie 1:0, a w rewanżu 5:3. W domowym spotkaniu z Naprzodem lepsi okazali się goście, zwyciężając 3:2, natomiast w meczu rewanżowym osłabiony skład radomian uległ rywalom 2:13.
W latach 1932 i 1933 dwukrotnie wywalczył tytuł wicemistrza okręgu, a w następnym roku zajął trzecie miejsce. W drugiej połowie lat 30. XX wieku w klubie nastąpił kryzys, który pogłębił wybuch II wojny światowej. Zniszczone zostały stadion i urządzenia sportowe. W czasie wojennym zginęło wielu czołowych zawodników i działaczy klubowych, m.in.: bracia Podkańscy, Jeżyński, Werchowicz, Papierski, Władysław Bramson, Chądzyński, Szczawiński, Wichowski, Wilkoszewski.

### Lata 40.
Po wojnie w Radomiu działacze i sympatycy radomskiego klubu zorganizowali zebranie. W tym samym miesiącu po około sześcioletniej przerwie w grze piłkarze ze Starego Ogrodu pojawili się na sportowych arenach. W inauguracyjnym spotkaniu ulegli Czarnym Radom 1:3. W pierwszych powojennych rozgrywkach w tabeli końcowej podokręgu uplasowali się na drugim miejscu za Radomiakiem. Z tą drużyną RKS grał pięć razy w meczach mistrzowskich, w których raz wygrał i dwukrotnie zremisował. W 1947 roku zawodnicy ze Starego Ogrodu wywalczyli mistrzostwo okręgu, dzięki czemu walczyli o prawo gry w I lidze. W zmaganiach tych zajęli drugie miejsce za Widzewem Łodź.

### Fuzja z Radomiakiem
W kolejnych latach w zespole piłkarskim nastąpił kryzys. W 1954 roku klub spadł do klasy B. Został pozbawiony środków finansowych i w połowie lat 60 XX wieku zawiesił działalność. W październiku 1964 czasopismo „Życie Radomskie” poinformowało o planowanym połączeniu ze Startem Radom, ale dwa miesiącu później pojawiła się propozycja fuzji z radomską Bronią. W sezonie 1965/1966 drużyna przystąpiła do rozgrywek klasy A jako RKS Start. Po rundzie jesiennej zajęła ostatnie miejsce, po czym większość zawodników przeszła do Radomiaka. W związku z tym w meczach rewanżowych zespół występował pod nazwą RKS Radomiak II. Po spadku do niższej ligi nastąpiła fuzja z Radomiakiem, która w 1969 roku została zarejestrowana w Urzędzie Miejskim. Jedynym warunkiem działaczy RKS-u było zachowanie nazwy, w wyniku czego nowy klub przyjął nazwę RKS Radomiak Radom (jednakże słowo Koło zastąpiono wyrazem Klub), a za datę jego powstania uznano prawnie rok 1910. W efekcie RKS zakończył działalność jako samodzielne stowarzyszenie, a spadkobiercą tradycji został Radomiak.

## Sezon po sezonie
| Sezon          | Rozgrywki ligowe | Rozgrywki ligowe                     | Rozgrywki ligowe | Puchar Polski (rozgrywki centralne) |
| Sezon          | Liga             | Liga                                 | Miejsce          | Puchar Polski (rozgrywki centralne) |
| -------------- | ---------------- | ------------------------------------ | ---------------- | ----------------------------------- |
| Lata 1924-1939 |                  |                                      |                  |                                     |
| 1924           | III              | Klasa B (Warszawski OZPN; gr. 2)     | 5/5              | nie rozgrywano                      |
| 1925           | nie rozgrywano   | nie rozgrywano                       | nie rozgrywano   | –                                   |
| 1926           | III              | Klasa B (Warszawski OZPN; gr. 1)     | 1/5              | –                                   |
| 1927           | II               | Klasa A (Warszawski OZPN)            | 6/8              | nie rozgrywano                      |
| 1928           | II               | Klasa A (Lubelski OZPN)              | 4/9              | nie rozgrywano                      |
| 1929           | II               | Klasa A (Kielecki OZPN; gr. Radom)   | 1/4              | nie rozgrywano                      |
| 1930           | II               | Klasa A (Kielecki OZPN; gr. Radom)   | 1/6              | nie rozgrywano                      |
| 1931           | II               | Klasa A (Kielecki OZPN; gr. Radom)   | 1/6              | nie rozgrywano                      |
| 1932           | II               | Klasa A (Kielecki OZPN; gr. Radom)   | 1/6              | nie rozgrywano                      |
| 1933           | II               | Klasa A (Kielecki OZPN; gr. Radom)   | 1                | nie rozgrywano                      |
| 1934           | II               | Klasa A (Kielecki OZPN; gr. Radom)   | 1                | nie rozgrywano                      |
| 1935           | II               | Klasa A (Kielecki OZPN; gr. Radom)   | 1                | nie rozgrywano                      |
| 1936           | II               | Klasa A (Warszawski OZPN; gr. Radom) | 4/5              | nie rozgrywano                      |
| 1936/1937      | II               | Klasa A (Warszawski OZPN; gr. Radom) | 3/5              | nie rozgrywano                      |
| 1937/1938      | III              | Klasa A (Warszawski OZPN; gr. Radom) |                  | nie rozgrywano                      |
| 1938/1939      | III              | Klasa A (Warszawski OZPN; gr. Radom) |                  | nie rozgrywano                      |

## Symbole klubowe
Herb klubu był kopią herbu ziemi sandomierskiej, której stolicą był Radom w chwili powołania klubu. Logo klubowe zostało zarejestrowane w urzędzie w 1912 z chwilą zatwierdzenia przez władze carskie działalności stowarzyszenia.

## Lokalni rywale
W okresie międzywojennym RKS wraz z Czarnymi Radom byli najlepszymi klubami piłkarskimi w Radomiu. W 1922 roku rozegrany został pierwszy mecz między tymi klubami i zakończył się wygraną RKS-u 2:0. Oba kluby nie należały jeszcze do związku sportowego, w związku z czym rozgrywały tylko spotkania towarzyskie. W 1923 zgłosiły swoje sekcje piłkarskie do Warszawskiego Okręgowego Związku Piłki Nożnej. W tym samym roku z inicjatywy Czesława Krakowskiego, działacza RKS-u, przy WOZPN powstał Podokręg Radomski. Równolegle reprezentacja nowo powstałego podokręgu złożona z graczy tych klubów rozegrała swoje pierwsze mecze.
W 1924 zorganizowano mecz eliminacyjny o udział w warszawskich rozgrywkach klasy A pomiędzy radomskimi drużynami, z których zwycięsko wyszli Czarni (3:0). Kolejna potyczka obu zespołów doszła do skutku we wrześniu tego roku. Przy stanie 5:0 dla Wojskowych przerwano spotkanie z powodu bijatyki. W 1927 piłkarze RKS-u, rywalizując w klasie A z Czarnymi, zajęli 6. miejsce, z kolei ich lokalny rywal – 2. Potem w latach 1929–1933 prym w Radomiu przejął RKS, uzyskując 4 z rzędu tytuły mistrza podokręgu. W rozgrywkach ligowych najwięcej trudności sprawiała mu zazwyczaj drużyna Wojskowych. W 1935 zdobył wicemistrzostwo, ale był to ostatni sukces w okresie międzywojennym. Potem pierwszą siłą w Radomiu stali się Czarni, zaś drugą zespół Broni.

## Stadion
Od początku istnienia klubu piłkarze RKS-u korzystali z boiska powstałego na wydzierżawionych od miasta terenach w Starym Ogrodzie. Po drugiej stronie sadzawki powstały żużlowy tor kolarski i korty tenisowe. Wszystkie te inwestycje zrealizowano ze składek członkowskich.

## Pozostałe sekcje
Mimo że w klubie dominowała piłka nożna, funkcjonowały w nim inne sekcje: kolarska, tenisa ziemnego i stołowego, łyżwiarska, gimnastyczna, hokeja na lodzie, siatkarska, piłki ręcznej, strzelectwa, lekkoatletyki i boksu (funkcjonujący tylko po II wojnie światowej). W 1947 siatkarki RKS-u zajęły 5. miejsce w finałowym turnieju o mistrzostwo Polski.